# Maurice Tabard
Maurice Tabard (ur. 12 lipca 1897 w Lyonie, zm. 23 lutego 1984 w Nicei) – francuski fotograf.
Studiował w Institute of Photography w Nowym Jorku, gdzie poznał Edwarda Steichena. Od 1928 działał w Paryżu, gdzie zajmował się fotografią mody dla magazynów "Vu", "Elle", "Marie Claire" i "Harper's Bazaar", portretową i eksperymentalną (Solaryzacja z ok. 1937). Jest twórcą abstrakcyjnych fotokolaży. Współpracował z Lucienem Vogelem, Aleksiejem Brodovitchem i surrealistami, którzy wywarli największy wpływ na jego twórczość.